# Gabylonia
María Gabriela Vivas Sojo, connue sous le nom d'artiste Gabylonia, est une rappeuse et compositrice vénézuélienne, née le 3 avril 1987 à Caracas. Elle est connue pour ses textes personnels, éloignés de la drogue et du crime, et pour ses critiques sociales, notamment à l'égard du chavisme.
Gabylonia est classée 23e sur la liste des « 50 plus grands rappeurs de l'histoire du rap espagnol (es) » établie par le magazine Rolling Stone à l'occasion des 50 ans de ce genre.

## Biographie
Gabylonia est initiée au rap à l'âge de 13 ans par son frère. À ses débuts, elle fait partie du groupe Escuadrón X qu'elle intègre en 1999 et participe à des compétitions de rap freestyle. Dans sa jeunesse, elle est très influencée par le reggae et la salsa. 
Fin 2009, elle publie son premier album, Hip Hop inteligente en frasco pequeño, qui est mis en ligne sur son site web et pouvait être téléchargé gratuitement. Il contient 13 chansons et est téléchargé plus de 300 000 fois. Pour cet album, elle remporte le prix Under a Mejor rapera venezolana.
Cette année-là, elle joue dans le film Son de la calle, qui porte sur le monde du rap vénézuélien. Elle est la seule femme rappeuse à y figurer. L'année suivante, elle participe à la chanson A pesar de todo d'Al2 El Aldeano (es), grâce à laquelle elle acquiert une renommée internationale. 
En 2012, elle publie la chanson Abuso de poder, probablement sa chanson la plus célèbre. Elle y critique la brutalité de la police et de l'État à l'égard des citoyens. À cause de cette chanson, elle est interrogée par le Cuerpo de Investigaciones Cientíﬁcas, Penales y Criminalísticas (CICPC) et elle dénonce les pressions exercées par la police. Le succès de la chanson l'amène à sortir un remix en 2015, en collaboration avec des rappeurs tels que Canserbero, El B (es), ZPU ou C-Kan4 (es). 
En 2014, elle collabore à la chanson Somos de Jarabe de Palo et Montse La Duende. La chanson est nommée pour le Latin Grammy de la meilleure chanson rock.
En 2016, elle sort son deuxième album, Lavoe. Le nom de l'album est un hommage à Héctor Lavoe. En 2019, elle sort son troisième album, Dunamis.
Elle contribue à la bande originale du jeu vidéo Far Cry 6, sorti en 2021. En 2022, elle anime la finale de la compétition américaine de rap freestyle sponsorisée par Red Bull.

## Discographie

### Singles et clips vidéo
- A pesar de todo (2010) avec Al2 El Aldeano (es)
- Abuso De Poder (2012)
- Abuso De Poder (remix) (2015) avec Canserbero, El B, ZPU, C-Kan, Norick (Rapper School), Silvito, I Nesta, Rotwaila et Químico
- Raploncesto (2015) avec Akapellah, Reke, Apache, Acrop, Gona et IceOd
- Decimos Plomo (2015) avec Akapellah
- Game over (2015)
- Sin Mirar Atrás (2016)
- Canto (2018) con Jhamy
- Siempre Soñe (2018)
- Madre (2018)
- BOOMBAP (2020)
- Madre soltera (2020)
- Dinero (2020)
- Tú y Yo Nunca (2020)
- Tirano (2021)
- I love rap (2021)
- Las cosas cambian (2021) avec Horus
- Cobarde no hace historia (2021)
- Momento (2021) avec Víctor Drija
- Carpe Diem (2022)

### Albums
- Hip Hop inteligente en frasco pequeño (2009)
- Lavoe (2016)
- Dunamis (2019)